# Trái tim ngừng nhịp
Trái tim ngừng nhịp (tiếng Anh: Heartstopper) là một series phim truyền hình trực tuyến tuổi teen thuộc thể loại hài kịch lãng mạn, tuổi mới lớn của Vương quốc Anh trên Netflix, được chuyển thể từ bộ truyện tranh trực tuyến và tiểu thuyết đồ họa cùng tên của Alice Oseman. Phim được biên kịch bởi chính Alice Oseman và xoay quanh Charlie Spring (Joe Locke), một cậu học sinh đồng tính đem lòng yêu người anh cùng lớp mà cậu ngồi cạnh, Nick Nelson (Kit Connor). Series cũng khám phá cuộc sống của Tao (William Gao), Elle (Yasmin Finney), Tara (Corinna Brown) và Darcy (Kizzy Edgell).
See-Saw Films mua bản quyền truyền hình của series vào năm 2019 và Netflix sở hữu quyền phân phối vào năm 2021. Euros Lyn được bổ nhiệm làm đạo diễn. Phim được quay từ tháng Tư đến tháng Sáu cùng năm, trong khi đó teaser được phát hành xuyên suốt quá trình sản xuất. Một vài bản nhạc có sẵn cùng với những bản nhạc gốc sáng tác bởi Adiescar Chase được sử dụng làm nhạc phim. Phong cách điện ảnh và căn chỉnh màu đã được lên kế hoạch từ trước để mang đến cho series phim một bầu không khí tinh tế, và được khuếch đại bằng việc sử dụng đồ họa động với những yếu tố đồ họa lấy từ phiên bản gốc.
Trái tim ngừng nhịp được phát hành vào ngày 22 tháng 4 năm 2022. Series nhận được nhiều lời khen từ giới phê bình, cụ thể là nhờ vào tông màu và như nhịp điệu, cũng như tính đại diện của phim dành cho cộng đồng LGBT. Series nhanh chóng có được sự nổi tiếng, trở thành một trong top 10 bộ phim của Anh Quốc trên Netflix chỉ trong hai ngày. Điều này thúc đẩy cả sự nổi tiếng của phiên bản tiểu thuyết đồ họa cũng như những bản nhạc trong phim. Ngày 20 tháng 5 năm 2022, Heartstopper được xác nhận sẽ có mùa 2 và mùa 3.

## Diễn viên và nhân vật

### Chính
- Kit Connor vai Nicholas "Nick" Nelson, một học sinh lớp 11 nổi tiếng và cầu thủ đội bóng bầu dục rugby ở Trường Nam sinh Truham, ngồi cạnh Charlie trong lớp
- Joe Locke vai Charles "Charlie" Spring, một học sinh lớp 10 ở Trường Ngữ pháp Truham, mới công khai xu hướng tính dục.
- William Gao vai Tao Xu, bạn thân và luôn bảo vệ Charlie
- Yasmin Finney vai Elle Argent, bạn của Charlie và Tao, vừa mời chuyển đến Trường Nữ sinh Higgs sau khi công khai là người chuyển giới
- Corinna Brown vai Tara Jones, một học sinh ở Higgs và làm bạn với Elle
- Kizzy Edgell vai Darcy Olsson, bạn gái của Tara và bạn của Elle
- Tobie Donovan vai Isaac Henderson, một người bạn hướng nội trong nhóm bạn của Charlie, Tao và Elle
- Jenny Walser vai Victoria "Tori" Spring, chị gái của Charlie
- Sebastian Croft vai Benjamin "Ben" Hope, mối ình đầu tiên và bí mật của Charlie
- Cormac Hyde-Corrin vai Harry Greene, một học sinh nổi tiếng trong đội bóng rugby và là một kẻ bắt nạt
- Rhea Norwood vai Imogen Heaney, một trong những người bạn của Nick ở Higgs, cô có cảm tình với Nick
- Fisayo Akinade vai Thầy Ajayi, một giáo viên mỹ thuật luôn theo sát Charlie
- Chetna Pandya vai Huấn luyện viên Singh, huấn luyện viên bóng bầu dục rugby luôn theo sát Charlie
- Stephen Fry lồng tiếng cho Hiệu trưởng Headmaster Barnes, hiệu trưởng Trường Ngữ pháp Truham
- Olivia Colman vai Sarah Nelson, mẹ của Nick

### Phụ
- Araloyin Oshunremi vai Otis Smith
- Evan Ovenell vai Christian McBride
- Ashwin Viswanath vai Sai Verma
- Georgina Rich vai Jane Spring, mẹ của Charlie và Tori
- Joseph Balderrama vai Julio Spring, bố của Charlie và Tori
- Momo Yeung vai Yan Xu, mẹ của Tao
- Alan Turkington vai Thầy Lange